# Catena sottomarina Hawaii-Emperor

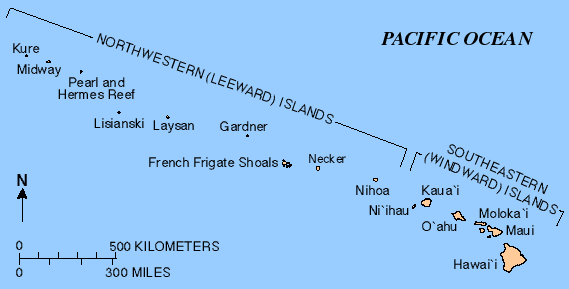
Catena dall'arcipelago delle Hawaii alle Midway

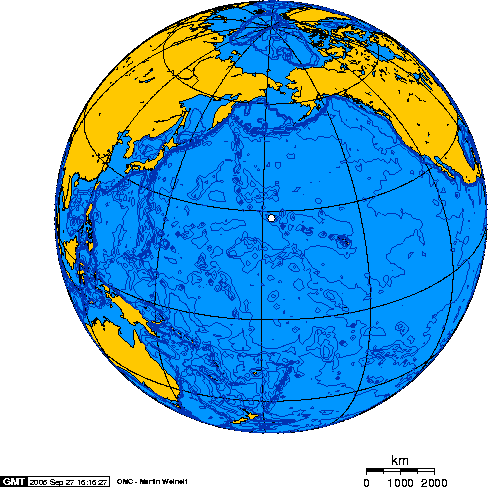
Proiezione ortografica centrata sulle isole Midway (in giallo)

La Catena sottomarina Hawaii-Emperor è un allineamento di isole e rilievi sottomarini, che si sviluppa per circa 3 600 miglia nautiche (5 800 km) nell'oceano Pacifico. La catena, la cui formazione è iniziata milioni di anni fa, comprende almeno 80 vulcani, per la maggior parte sottomarini.

## Descrizione
La catena di isole e seamount Hawaii-Emperor è costituita:
1. dalla catena di isole, atolli e seamount che forma una linea retta di circa 3500 chilometri, dall'arcipelago delle Hawaii (21°N 157°W) alle Isole Midway (28°12′N 177°21′W) e Kure, in direzione da sud-est a nord-ovest.
2. dai Seamount Emperor, una vasta regione di isole e seamount, atolli, banchi e scogli che congiunge, dopo essersi piegata bruscamente verso nord, la linea precedente fino all'estremità delle isole Aleutine (nell'estremità nord occidentale dell'oceano Pacifico; 55°N 167°E).

Le rocce che costituiscono queste isole e questi rilievi sottomarini diventano sempre più antiche a mano a mano che si procede dalla Grande isola di Hawaii (la più giovane, ancora in accrescimento) all'atollo di Midway (un vulcano estinto di circa 28 Ma (milioni di anni) fino al seamount Detroit della catena Seamount Emperor, che si è formato tra 75 e 81 milioni di anni fa.
Nel 1963 John Tuzo Wilson ipotizzò che una catena di isole vulcaniche, come la Catena Hawaii-Emperor fosse il risultato di un lento movimento di una placca tettonica sopra un punto "fisso" (punto caldo). La sorgente del magma che ha costituito le isole sarebbe stata un pennacchio del diametro di 100-250 chilometri localizzato all'interno del mantello terrestre.
Nel 1971 William Jason Morgan ipotizzò che il punto caldo, bloccato all'interno della Terra, non si sarebbe spostato: a spostarsi sarebbe stata invece la zolla. Per es., il punto caldo all'origine della Catena sottomarina Hawaii-Emperor sarebbe rimasto a una latitudine di circa 19° Nord, mentre la zolla del Pacifico si sarebbe spostata verso nord-ovest di una decina di centimetri l'anno.
Sarebbe stata la placca, e non il punto caldo, a spostarsi. Il magma, risalito alla superficie, avrebbe dato origine a un'isola; il movimento continuo della zolla allontanerebbe progressivamente l'isola neogenerata dal punto caldo, dando così inizio a una nuova isola, continuando così il ciclo. Ne risulta così una catena di vulcani allineati lungo il percorso della zolla, come una dorsale oceanica, ma asismica. I punti caldi sono stati da allora considerati pertanto dei punti fissi, stazionari, nello schema teorico della Tettonica a zolle.
La brusca piega nella traccia lasciata dal punto caldo fa pensare che la direzione di spostamento della zolla del Pacifico sia cambiata bruscamente circa 47 Ma addietro, determinando il mutamento di direzione che ha piegato l'allineamento a livello delle Midway.
Le discordanze evidenziate nei primi anni settanta da Tanya Atwater e Peter Molnar fra la posizione dei vulcani attuali e le previsioni effettuate sulla base dell'esame delle bande di fondo oceanico e delle catene insulari e alcune recenti indagini dirette sull'età delle rocce prelevate per mezzo di carotaggio suggeriscono tuttavia che i punti caldi, anziché essere fissi nel mantello profondo, siano invece dotati di mobilità. Si presume che il punto caldo delle Hawaii sia andato alla deriva verso sud

## Catene sottomarine (selezione)
- Catena sottomarina Kammu (桓武海山?, Kanmu miyama)
- Catena sottomarina Yūryaku (雄略海山?, Yūryaku miyama)
- Catena sottomarina Ōjin (応神海山?, Ōjin miyama)
- Catena sottomarina Nintoku (仁徳海山?, Nintoku miyama )
- Catena sottomarina Suiko (推古海山?, Suiko miyama)